# Aharon Abayuv
Aharon Abayuv (1535 – Salonicco, 1605) è stato un rabbino e teologo turco di ascendenza ebraica.

## Biografia
Rabbi Aharon Abayuv (ebraico: אביוב, אהרן, o Abi Ayyub; in alfabeto latino: Aaron Abiob) fu un Rabbino turco, vissuto fra il XVI e il XVII secolo.
Nel 1575 pubblicò in lingua yiddish il manoscritto dal titolo  Sefer Shemen ha-mor: perushim ṿe-ḥidushim ʻal Megilat Ester (abbreviato in Shemen ha-Mor; trad.: "Olio di Myrrh:interpretazioni e innovazioni sul rotolo di Esther e gli articoli di Chazal"), commentario al Libro di Ester.
Abayuv trascorse la sua esistenza a Salonicco, soggiornando per un periodo nella capitale Istanbul.
Le sue opere furono pubblicate nel 1601, pochi anni prima della morte.